# 1er juin
Pour les articles homonymes, voir Premier-Juin.
1er mai 1er juillet
Chronologies thématiques
- Croisades
- Ferroviaires
- Sports
- Disney
- Anarchisme
- Catholicisme

Abréviations / Voir aussi
- (° 1852) = né en 1852
- († 1885) = mort en 1885
- a.s. = calendrier julien
- n.s. = calendrier grégorien
- Calendrier
- Calendrier perpétuel
- Liste de calendriers
- Naissances du jour

Le 1er juin est le 152e jour, moins souvent le 153e, de l'année du calendrier grégorien ; il en reste ensuite 213.
Son équivalent était généralement le 13 prairial du calendrier républicain ou révolutionnaire français, officiellement dénommé jour du pois (la famille de plantes aux légumes du même nom).

## Événements

### IIesiècle
- 193 : le Sénat de Rome condamne Didius Julianus à mort ce qui permet à Septime Sévère de devenir le nouvel empereur.

### Xesiècle
- 987 : Hugues Capet est élu et sacré roi des Francs (enluminure ci-contre). La date exacte reste cependant incertaine (possiblement en juillet).

### XIIIesiècle
- 1204 : capitulation de la ville de Rouen, qui tombe aux mains du roi de France Philippe-Auguste. La Normandie entre dans le giron de la monarchie française.
- 1252 : Alphonse X devient roi de Castille et León.

### XIVesiècle
- 1310 : Marguerite Porete, mystique et écrivaine chrétienne, est brûlée avec son livre, Le Miroir des âmes simples et anéanties, en place de Grève, à Paris.

### XVIIesiècle
- 1660 : Mary Dyer est pendue à Boston, après avoir dénoncé les lois contre les quakers, dans la colonie de la baie du Massachusetts.

### XVIIIesiècle
- 1792 : le Kentucky devient le 15e État des États-Unis d'Amérique.
- 1794 :
  - bataille du 13 prairial an II, également connue sous le nom de troisième bataille d'Ouessant, lors de la guerre de la première coalition.
  - bataille de Mormaison, lors de la guerre de Vendée.
- 1796 :
  - le Tennessee devient le 16e État des États-Unis d'Amérique.
  - bataille du Grand-Celland, pendant la Chouannerie.

### XIXesiècle
- 1814 : débarquement des troupes confédérées, au Port-Noir ; première étape de l'entrée de Genève dans la Confédération suisse.
- 1885 : dépôt du corps de feu Victor Hugo, directement au Panthéon de Paris, via son avenue de dernier domicile et mort, baptisée dès son vivant en son nom.

### XXesiècle
- 1915 : la France abandonne l'uniforme garance et adopte pour son armée un uniforme plus sobre de couleur bleu horizon, elle remplace aussi le képi par le casque[1].
- 1918 : début de la bataille du Bois Belleau : les Marines américains attaquent les positions allemandes dans l'Aisne.
- 1935 : installation en France du gouvernement Fernand Bouisson, qui sera renversé au bout de trois jours.
- 1938 : en Allemagne, Heinrich Himmler ordonne la déportation des asociaux : mendiants, tziganes, vagabonds, proxénètes, prostitués[2].
- 1941 : 
  - les Britanniques reprennent le contrôle de Bagdad, après un coup d'État[3],[4]. Ce dernier fait suite à un pogrom organisé à l'encontre des Juifs irakiens ;
  - l'île de Crête capitule devant les forces allemandes, terminant la bataille de Crête.
- 1943 : le Douglas DC-3 du vol BOAC 777, partant de l'aéroport de Portela au Portugal à destination de l'aéroport de Whitchurch (en), près de Bristol, en Angleterre est attaqué par huit chasseurs-bombardiers à long rayon d'action allemands Junkers Ju 88C-6[5], au large de la côte Française dans le golfe de Gascogne, entraînant la mort des 17 personnes à bord parmi lesquels l'acteur Leslie Howard.
- 1955 :
  - retour triomphal de Bourguiba au port de La Goulette près de Tunis.
  - La conférence de Messine, en Italie, du 1er au 3 juin, relance la construction européenne et ouvre la voie au traité de Rome.
- 1958 : l'Assemblée nationale française vote l'investiture du général de Gaulle, qui devient ainsi le dernier président du Conseil de la Quatrième République. Les députés lui accordent la possibilité de gouverner par ordonnance pour une durée de six mois, et l'autorisent à mener à bien la réforme constitutionnelle.
- 1959 : promulgation de la 2e constitution de Tunisie.
- 1962 : Adolf Eichmann, criminel nazi, est exécuté peu après minuit dans la cour de la prison de Ramla, en Israël.
- 1966 : pendaison des « Martyrs de la Pentecôte » à Kinshasa.
- 1997 : victoire de la Gauche plurielle menée par Lionel Jospin aux élections législatives françaises de 1997.
- 1998 : 
  - entrée en fonction de la Banque centrale européenne, dirigée par Wim Duisenberg.
  - en Afrique du Sud, et pour la première fois, un Noir, Siphiwe Nyanda, dirige l'armée.

### XXIesiècle
- 2001 : le prince héritier Dipendra tue dix membres de la famille royale népalaise au cours d'un dîner. À la suite de ce drame, Gyanendra, le frère du roi Birendra défunt, monte sur le trône.
- 2009 : crash d'un A330 d'Air France tuant les 228 personnes à bord. Effectuant la liaison entre Rio de Janeiro et Paris,  le vol Air France 447 reste l'accident le plus meurtrier de l'histoire d'Air France
- 2016 : début du massacre de Saklaouiya, lors de la seconde guerre civile irakienne.
- 2017 : 
  - le président des États-Unis Donald Trump annonce le retrait de son pays de l’accord de Paris sur le climat.
  - combat de la forêt de Serma, pendant la guerre du Mali.
- 2018 : 
  - le président galicien du gouvernement d'Espagne Mariano Rajoy issu du "Parti populaire" conservateur est renversé par une motion de censure au profit du socialiste Pedro Sánchez.
  - Trois mois après des élections législatives en Italie le M5S et la Ligue du Nord (Lega) forment un gouvernement de coalition des antipodes dirigé par le néophyte en politique Giuseppe Conte.
- 2024 : 
  - en Inde, fin des élections législatives[6].
  - en Islande, Halla Tómasdóttir est élue présidente de l'Islande[7].
- 2025 : 
  - en Pologne, le candidat nationaliste Karol Nawrocki est élu président de la République[8].
  - en Russie, l'Ukraine détruit plusieurs avions de combat russes lors de l'Opération Toile d'araignée[9].

## Arts, culture et religion
- 1663 : première de La Critique de l'École des femmes de Molière au théâtre du Palais-Royal à Paris.
- 1857 : première publication des Fleurs du mal de Charles Baudelaire.
- 1919 : reparution de La Nouvelle Revue française dont Jacques Rivière est directeur.
- 1938 : seconde naissance de Superman dans le premier numéro d'Action Comics.
- 1967 : première publication en Grande-Bretagne comme en France etc. du huitième album des Beatles Sgt. Pepper's Lonely Hearts Club Band[10].

## Sciences et techniques
- 1764 : l'astronome français Charles Messier ajoute M13 (amas d'Hercule) à son catalogue.
- 1942 : mise en service du barrage Grand Coulee sur le fleuve Columbia, dans l'État de Washington, aux États-Unis.
- 2003 : en Chine, début de la mise en eau du barrage des Trois-Gorges[11].
- 2012 : l'Union internationale de chimie pure et appliquée (UICPA) approuve le nom de deux éléments chimiques découverts récemment : le flérovium (n° 114) et le livermorium (n° 116)[12].
- 2016 : inauguration, en Suisse, du tunnel ferroviaire de base du Saint-Gothard, d'une longueur de 57,1 km, soit le plus long tunnel du monde.

- 2017 : annonce de la découverte du signal GW170104 considéré comme une observation d'ondes gravitationnelles.
- 2024 : la sonde spatiale chinoise Chang'e 6 se pose sur la face cachée de la Lune (photo)[13].

## Économie et société
- 1987 : lancement en France de la radio publique d'information en continu France Info.
- 2006 : France Télécom utilise la marque Orange pour ses activités Internet, initialement commercialisées sous la marque Wanadoo.
- 2007 : lancement de la chaîne de télévision Nolife.
- 2009 : disparition du vol 447 Air France au large du Brésil avec 228 personnes à son bord.
- 2022 : fusillade de la Warren Clinic à Tulsa dans l'Oklahoma (États-Unis).
- 2023 : la Corée du Sud abolit le système traditionnel d'âge Hanguk-nai et passe au système international[14].
- 2025 : au Mali, près d'une centaine de militaires sont tués lors d'une attaque du Groupe de soutien à l'islam et aux musulmans à Boulikessi[15].

## Naissances

### XVIIIesiècle
- 1702 : François Chicoyneau, médecin français († 21 juin 1740).
- 1753 : François Bontemps, général français († 29 octobre 1811).
- 1762 : Amable Troude, marin français († 1er février 1824).
- 1780 : Carl von Clausewitz, théoricien militaire prussien († 16 novembre 1831).
- 1796 : Sadi Carnot, physicien français († 24 août 1832).

### XIXesiècle
- 1804 : Mikhaïl Ivanovitch Glinka, compositeur russe († 15 février 1857).
- 1836 : Jules Chéret, peintre et lithographe français († 23 septembre 1932).
- 1844 : Vassili Polenov, peintre russe († 18 juillet 1927).
- 1874 : Pierre Souvestre, écrivain français († 26 février 1914).
- 1883 : Hector Charland, acteur québécois († 28 décembre 1962).
- 1887 : Fernand Charpin, acteur français († 6 novembre 1944).
- 1890 : Frank Morgan, acteur américain († 18 septembre 1949).
- 1892 : Harry Mallin, boxeur britannique poids moyen, champion olympique en 1920 et 1924 († 8 novembre 1969).
- 1895 : Tadeusz Bór-Komorowski, général polonais († 24 août 1966).
- 1900 : Oum Cheang Sun, homme politique cambodgien, premier ministre du Cambodge à deux reprises entre 1951 et 1956  († inconnue).

### XXesiècle
- 1901 : 
  - Hap Day (Clarence Day dit), joueur de hockey sur glace canadien († 17 février 1990).
  - Raymond Souplex, acteur français († 22 novembre 1972).
- 1903 : Michel Randria, sénateur français, homme politique malgache († 1er décembre 1977).
- 1905 : Robert Newton, acteur britannique († 25 mars 1956).
- 1906 : Charles-Émile Gadbois, prêtre catholique, musicien et folkloriste québécois († 24 mai 1981).
- 1907 : Jan Patočka, philosophe tchèque (+ 13 mars 1977)
- 1908 : Henri Cuvelier, joueur de water-polo français, médaillé olympique (+ 25 janvier 1937)
- 1915 : 
  - John Randolph, acteur américain († 24 février 2004).
  - Jan Twardowski, poète polonais († 18 janvier 2006).
- 1916 : Jean Jérôme Hamer, cardinal belge de la curie romaine († 2 décembre 1996).
- 1917 : Álvaro Domecq, rejoneador espagnol († 5 octobre 2005).
- 1921 : Nelson Riddle, arrangeur, chef d’orchestre et compositeur américain († 6 octobre 1985).
- 1926 : 
  - Andy Griffith, acteur et animateur de télévision américain († 3 juillet 2012).
  - Marilyn Monroe, actrice américaine († 5 août 1962).
- 1927 : Willem Scholten, homme politique hollandais († 1er janvier 2005).
- 1928 : 
  - Gueorgui Dobrovolski, cosmonaute russe († 30 juin 1971).
  - Alexandre Tarta, réalisateur français de télévision, d'origine russe.
- 1929 : 
  - Bernard Hubert, évêque québécois († 2 février 1996).
  - Yvette Szczupak-Thomas, écrivain et peintre française naturalisée israélienne († ? 2003).
- 1930 : Edward Woodward, acteur et chanteur britannique († 16 novembre 2009).
- 1932 : Ghislain Bouchard, homme de théâtre et scénariste québécois († 28 septembre 2009).
- 1934 : 
  - Pat Boone, chanteur et acteur américain.
  - Peter Masterson, acteur et réalisateur américain († 18 décembre 2018).
- 1935 : 
  - Samira Abdel Aziz, actrice égyptienne.
  - Percy Adlon, cinéaste allemand.
  - Huguette Bouchardeau, femme politique française.
  - Norman Foster, architecte britannique.
- 1936 :
  - Nariman Azimov, compositeur et chef d’orchestre azerbaïdjanais († 19 novembre 2016).
  - André Bourbeau, homme politique québécois († 25 mars 2018).
  - Gerald Scarfe, dessinateur et caricaturiste anglais.
- 1937 : 
  - Morgan Freeman, acteur américain.
  - Colleen McCullough, écrivaine australienne († 29 janvier 2015).
  - Henri Tisot, acteur et humoriste français († 6 août 2011).
- 1938 : Carlo Caffarra, cardinal italien, archevêque de Bologne († 6 septembre 2017).
- 1939 : Cleavon Little, acteur américain († 22 octobre 1992).
- 1940 :
  - René Auberjonois, acteur américain (8 décembre 2019).
  - Bernard Housset, évêque catholique français, évêque émérite de La Rochelle.
- 1941 :
  - Dean Chance (en), joueur de baseball américain († 11 octobre 2015).
  - Edo de Waart, chef d'orchestre néerlandais.
- 1942 : Fernando Atzori, boxeur italien, champion olympique († 9 novembre 2020).
- 1944 : Robert Powell, acteur britannique.
- 1945 : 
  - François Asensi, homme politique français.
  - Claire Nadeau, fantaisiste et actrice française.
  - Linda Scott (en), chanteuse américaine.
  - Frederica von Stade, mezzo-soprano américaine.
- 1946 : 
  - Brian Cox, acteur britannique.
  - Paul-Henri Cugnenc, homme politique français († 3 juillet 2007).
- 1947 :
  - Patrick Grainville, enseignant et écrivain français, lauréat du prix Goncourt.
  - Jonathan Pryce, acteur britannique.
  - Ron Wood, musicien britannique, guitariste des Rolling Stones.
- 1948 : Michel Plasse, joueur de hockey sur glace canadien († 30 décembre 2006).
- 1950 : 
  - Perrin Beatty (en), homme politique canadien.
  - Guennadi Manakov, cosmonaute soviétique puis russe.
  - Michael McDowell, écrivain américain († 27 décembre 1999).
- 1951 : Olivier Dassault, homme politique français.
- 1953 : Diana Canova, actrice américaine.
- 1956 : 
  - Patrick Besson, écrivain français.
  - François Chérèque, syndicaliste français († 2 janvier 2017).
  - Lisa Hartman, actrice américaine.
- 1957 :
  - Gilles Benizio, humoriste duettiste et acteur français.
  - Sylvie Lussier, animatrice et scénariste québécoise.
  - Yasuhiro Yamashita, judoka japonais, champion du monde à trois reprises et champion olympique en 1984.
- 1959 : 
  - Fabienne Amiach, animatrice française de météorologie télévisée.
  - Thierry Rey, judoka français, champion du monde en 1979 et champion olympique en 1980.
  - Alan Wilder, musicien et compositeur anglais du groupe Depeche Mode de 1982 à 1995, créateur du projet Recoil.
- 1960 : 
  - Simon Gallup, bassiste de The Cure de 1980 à 1982 et depuis 1985.
  - Catherine Hosmalin, actrice française.
  - Vladimir Kroutov, joueur de hockey sur glace professionnel soviétique († 6 juin 2012).
  - Chira Apostol, rameuse d'aviron roumaine, championne olympique.
- 1961 :
  - Paul Coffey, joueur de hockey sur glace canadien.
  - Jasmin Repeša, entraîneur de basketball croate.
  - Werner Günthör, athlète suisse, triple champion du monde du lancer du poids.
- 1963 : Christophe Tiozzo, boxeur français.
- 1965 : 
  - Hugo Dubé, acteur québécois.
  - Larisa Lazutina, skieuse de fond russe.
- 1968 :
  - Samuel Barathay, rameur français d'aviron médaillé olympique.
  - Jason Donovan, acteur et chanteur australien.
  - Jeff Hackett, joueur de hockey sur glace canadien.
  - Karen Mulder, mannequin et chanteuse néerlandaise.
- 1971 : 
  - Primož Čučnik, poète slovène.
  - Ghil'ad Zuckermann, linguiste israélien.
- 1972 :
  - Mokhtar Belmokhtar, djihadiste algérien.
  - Mike Dunham, joueur de hockey sur glace américain.
  - Natalya Meshcheryakova, nageuse russe.
- 1973 : 
  - Heidi Klum, mannequin germano-américain.
  - Derek Lowe, joueur de baseball américain.
  - Louis-David Morasse, acteur québécois.
  - Frederik Deburghgraeve, nageur belge, champion olympique.
- 1974 : 
  - Alanis Morissette, chanteuse canadienne.
  - Michael Rasmussen, coureur cycliste danois.
- 1975 :
  - Dominique Lebeau, musicien québécois du groupe Les Cowboys fringants.
  - Ilse Warringa, actrice et doubleuse néerlandaise.
- 1976 :
  - Marlon Devonish, athlète britannique spécialiste du sprint, champion olympique.
  - Ravesa Lleshi, femme politique albanaise.
- 1977 : 
  - Sarah Wayne Callies, actrice américaine.
  - Dmitri Jirnov, diplomate russe.
  - Brad Wilkerson, joueur de baseball américain.
- 1978 : Davy Sardou, acteur français.
- 1979 : Markus Persson, développeur suédois.
- 1981 : Carlos Zambrano, joueur de baseball vénézuélien.
- 1982 : Justine Henin, joueuse de tennis belge.
- 1983 : Jake Silbermann, acteur américain.
- 1984 : Naidangiin Tüvshinbayar, judoka mongol, champion olympique en 2008.
- 1985 : Tirunesh Dibaba, athlète éthiopienne, championne olympique de course de fond en 2008 et 2012.
- 1986 : Dayana Mendoza, mannequin vénézuélien, miss Univers 2008.
- 1988 : 
  - Javier Hernández Balcázar (connu sous le surnom de « Chicharito »), footballeur mexicain ;
  - Christine and the Queens (Héloïse Letissier dit), chanteur et pianiste français ;
  - Alin Badea, escrimeur roumain.
- 1989 : 
  - Hadiza Aliyu, actrice et réalisatrice nigériane.
  - Majd Mardo, acteur, réalisateur, producteur et scénariste néerlandais.
- 1990 : Roman Josi, hockeyeur sur glace suisse.
- 1994 : Lydia Képinski, auteure-compositrice-interprète québécoise.
- 1995 : Ami Maeda, chanteuse japonaise.
- 1996 : Tom Holland, acteur britannique.
- 2000 : Willow Shields, actrice américaine.

### XXIesiècle
- 2001 : 
  - Daiki Matsuoka, footballeur japonais.
  - Ivan Mesík, footballeur slovaque.
  - Ed Oxenbould, acteur australien.
- 2003 : Emjay Anthony, acteur américain.
- 2004 : 
  - Emirhan İlkhan, footballeur turc.
  - Andreas Schjelderup, footballeur norvégien.

## Décès

### IIesiècleav. J.-C.
- 195 av. J.-C. : Liu Bang (刘邦 / 劉邦 / Liú Bāng / Liu Pang dit), rebelle issu d'une classe populaire contre la dynastie Qin, duc de Pei (沛公), marquis de Wu’an (武安侯), prince de Hanzhong (漢中王) puis empereur gaozu (高祖 /gāozǔ / Kao Tsu / Kao-Tsou / "haut ancêtre") des Han d'environ -202 à sa mort, fondateur de la dynastie Han (° v. 256 / 247 av. J.-C.).

### Xesiècle
- 932 : Thietmar, margrave de Mersebourg (° inconnue).

### XIIesiècle
- 1146 : Ermengarde d'Anjou, duchesse d'Aquitaine, puis duchesse de Bretagne, protectrice de l'abbaye de Fontevraud (° 1072).

### XIVesiècle
- 1310 : Marguerite Porete, femme de lettres mystique, brûlée vive à Paris (°C. 1250).

### XVIIesiècle
- 1616 : Ieyasu Tokugawa, shogun du Japon depuis 1603 (° 31 janvier 1543).
- 1625 : Honoré d'Urfé, écrivain français (°C. 11 février 1567).

### XIXesiècle
- 1815 : Louis-Alexandre Berthier, maréchal d'Empire (° 20 novembre 1753).
- 1823 : Louis Nicolas Davout, maréchal d'Empire, prince d'Eckmühl et duc d'Auerstaedt (° 10 mai 1770).
- 1832 : Jean Maximilien Lamarque, général de division de l'Empire, comte, député, victime de l'épidémie de choléra à Paris (° 22 juillet 1770).
- 1841 : Nicolas Appert, inventeur français de la conserve alimentaire (° 17 novembre 1749).
- 1846 : Grégoire XVI (Bartolomeo Alberto Cappellari dit), 254e pape (° 18 septembre 1765).
- 1852 : Josipina Turnograjska, écrivaine et compositrice slovène (° 9 juillet 1833).
- 1868 : James Buchanan, homme politique américain, 15e président des États-Unis (° 23 avril 1791).
- 1879 : le prince Napoléon, fils de Napoléon III, et d'Eugénie de Montijo, tué en Afrique par des Zoulous (° 16 mars 1856).
- 1886 : Henri Louis Duret, ingénieur civil français (° 14 juillet 1849).

### XXesiècle
- 1908 : Paulus (Jean-Paulin Habans dit), chanteur français, une des premières vedettes du café-concert (° 6 février 1845)
- 1943 : 
  - René Birr, cheminot, et résistant alsacien (°2 novembre 1904).
  - Leslie Howard, acteur, réalisateur et producteur britannique (° 3 avril 1893).
- 1945 : Roman Dyboski, philologue et chercheur en littérature, polonais (° 19 novembre 1883).
- 1946 : Ion Antonescu, homme politique roumain (° 15 juin 1882).
- 1959 : Sax Rohmer, romancier britannique (° 5 février 1883).
- 1960 : Lester Patrick, joueur et entraîneur de hockey d’origine québécoise, pionnier de la Ligue nationale de hockey (° 30 décembre 1883).
- 1968 : 
  - Helen Keller, écrivain américaine sourde et aveugle (° 27 juin 1880).
  - André Laurendeau, journaliste, écrivain, homme politique et animateur québécois (° 21 mars 1912).
- 1979 : Werner Forssmann, savant allemand, prix Nobel de médecine en 1956 (° 29 août 1904).
- 1980 : Arthur Nielsen, analyste de marché américain (° 5 septembre 1897).
- 1982 : Leïla Ben Sedira, chanteuse algérienne d'opéra (° 17 février 1903).
- 1983 : Charles de Belgique, prince, frère de Léopold III, comte de Flandre (° 10 octobre 1903).
- 1985 : Richard Greene, acteur britannique (° 25 août 1918).
- 1987 : 
  - Errol Barrow, homme politique barbadien, chef du gouvernement puis Premier ministre (° 21 janvier 1920).
  - Rachid Karamé, homme politique libanais, premier ministre du Liban à huit reprises entre 1956 et 1984, tué dans un attentat (° 30 décembre 1921).
  - Anthony de Mello, prêtre jésuite indien, guide spirituel et psychothérapeute professionnel (° 4 septembre 1931).
- 1991 : David Ruffin, chanteur américain du groupe The Temptations (° 18 janvier 1941).
- 1996 : 
  - Don Grolnick, pianiste et compositeur américain (° 23 septembre 1947).
  - Neelam Sanjiva Reddy, homme politique indien, président de l'Inde de 1977 à 1982 (° 19 mai 1913).
- 1997 : Robert Serber, physicien américain (° 14 mai 1909).
- 1998 :
  - Gottfried Dienst, arbitre de football suisse (° 9 septembre 1919).
  - Darwin Joston, acteur américain (° 9 décembre 1937).
  - Todd Witsken, joueur de tennis américain (° 4 novembre 1963).
- 1999 : Olivier Debré, né en 1920.

### XXIesiècle
- 2001 :
  - Hank Ketcham, humoriste, peintre et dessinateur américain (° 14 mars 1920).
  - Birendra Bir Bikram Shah Dev, roi du Népal de 1972 à 2001 (° 28 décembre 1945).
- 2002 : Jacques Fauvet, journaliste français (° 9 juin 1914).
- 2003 : Johnny Paul Koroma, militaire et homme politique de Sierra Leone (° 9 mai 1960).
- 2005 : George Mikan, basketteur américain (° 18 juin 1924).
- 2006 :
  - Rocío Jurado, chanteuse et actrice espagnole (° 18 septembre 1946).
  - Allan Prior, écrivain et scénariste britannique (° 13 janvier 1922).
  - Daniël van Pottelberghe, footballeur belge (° 16 octobre 1924).
- 2007 : 
  - Maria Marly de Oliveira, poétesse brésilienne (° 11 juin 1935).
  - Tony Thompson (en), chanteur et compositeur américain du groupe Hi-Five (en) (° 2 septembre 1975).
- 2008 : 
  - Alton Kelley, artiste psychédélique américain (° 17 juin 1940).
  - Tomy Lapid, homme politique israélien (° 27 décembre 1931).
  - Yves Saint Laurent, couturier français (° 1er août 1936).
- 2009 :
  - Vincent O'Brien, entraîneur de chevaux irlandais (° 9 avril 1917).
  - Pedro Luiz d'Orléans-Bragance, prince brésilien (° 12 janvier 1983).
- 2010 :
  - Roger Manderscheid, auteur luxembourgeois (° 1933).
  - Kazuo Ōno, danseur et chorégraphe japonais (° 27 octobre 1906).
  - Andreï Voznessenski, poète soviétique puis russe (° 12 mai 1933).
- 2013 :
  - Aïda Diagne, basketteuse sénégalaise (° inconnue).
  - Patricia Parry, romancière française (° 1958).
- 2015 : Jacques Parizeau, homme politique québécois, premier ministre du Québec de 1994 à 1996 (° 9 août 1930).
- 2016 :
  - Agostino Coletto, cycliste italien (° 14 août 1927).
  - Janusz Ekiert (pl), musicologue, critique musicale et éditeur polonais (° 8 janvier 1931).
  - Razak Khan (रज़्ज़ाक खान), acteur indien (° 1951).
  - Anatol Kovarsky, dessinateur de bande dessinée russo-américain (° 1919).
  - Denis Milhau, conservateur de musée français (° 29 août 1933).
  - Grigore Obreja, céiste de sprint roumain, champion du monde en 1994 (° 6 novembre 1967).
  - David Spielberg, acteur américain (° 6 mars 1939).
  - John Taylor, évêque anglican et théologien britannique (° 6 mai 1929).
  - Alan Wise, producteur d'émissions radiodiffusées et gestionnaire de musiques britannique (° 1953).
- 2017 :
  - Jiří Bělohlávek chef d'orchestre tchèque (° 24 février 1946).
  - Armando da Silva Carvalho, poète et traducteur portugais (° 28 mars 1938).
  - Tankred Dorst, écrivain et dramaturge allemand (° 19 décembre 1925).
  - José Greci, actrice italienne (° 10 janvier 1941).
  - Alois Mock, homme politique autrichien (° 10 juin 1934).
  - Charles Simmons, romancier et journaliste américain (° 17 août 1924).
- 2018 : 
  - Eddy Clearwater, chanteur et guitariste de blues américain (° 10 janvier 1935).
  - Bob Clotworthy, plongeur américain (° 8 mai 1931).
  - Jill Ker Conway, écrivaine australo-américaine (° 9 octobre 1934).
  - Walter Eich, footballeur suisse (° 27 mai 1925).
  - André Desvages, coureur cycliste français (° 12 mars 1944).
  - Bernard Gantner, artiste peintre, lithographe et aquafortiste français (° 16 août 1928).
  - Giancarlo Ghirardi, physicien et professeur émérite italien (° 18 octobre 1935).
  - Andrew Massey, compositeur et chef d'orchestre britannique (° 1er mai 1946).
  - Malcolm Morley, peintre et sculpteur contemporain britannico-américain (° 7 juin 1931).
  - John Julius Norwich, historien britannique (° 15 septembre 1929).
  - William Phipps, acteur américain (° 4 février 1922).
  - Rockin' Rebel, catcheur américain (° 13 janvier 1966).
  - Sinan Sakić, chanteur de folk, de chalga et de turbo folk yougoslave puis serbe (° 13 octobre 1956).
  - René Séjourné, évêque français (° 20 mai 1930).
  - Razan al-Najjar, secouriste bénévole palestinienne (° 11 septembre 1996).
- 2019 : 
  - José Antonio Reyes, footballeur espagnol (° 1er septembre 1983).
  - Michel Serres, philosophe et académicien français (° 1er septembre 1930).
- 2020 :
  - Jean-Michel Cadiot, journaliste et écrivain français (° 23 décembre 1952).
  - Majek Fashek, guitariste et chanteur de reggae nigérian (° mars 1963).
  - Janine Reiss, chef de chant, pianiste et claveciniste française (° 23 novembre 1921).
  - Piotr Rocki, footballeur polonais (° 11 janvier 1974).
  - Myroslav Skoryk, compositeur russe puis ukrainien (° 13 juillet 1938).
- 2021 :
  - Hichem Djaït, historien, islamologue et penseur tunisien (° 6 décembre 1935).
  - Román Hernández Onna, joueur d'échecs cubain (° 23 novembre 1949).
  - Jacques Lacoursière, historien et auteur canadien (° 4 mai 1932).
  - Mike Marshall, joueur de baseball américain (° 15 janvier 1943).
  - Matthieu Messagier, poète français (° 19 juillet 1949).
  - Linah Mohohlo, banquière botswanaise (° 13 février 1952).
  - Jovino Novoa, avocat, professeur de droit et homme politique chilien (° 31 mars 1945).
  - Amédée de Savoie-Aoste, prince italien, prétendant au trône d'Italie (° 27 septembre 1943).
- 2022 : 
  - Chantal Aumeran, syndicaliste française (° 15 juin 1959).
  - Marion Barber, joueur de foot U.S américain (° 10 juin 1983).
  - Serge Diantantu, dessinateur, caricaturiste et auteur de bande dessinée congolais (° 4 mai 1960).
  - Jean Lèques, homme politique français (° 31 août 1931).
  - István Szőke, footballeur hongrois (° 13 février 1947).
  - Takeyoshi Tanuma, photographe japonais (° 18 février 1929).
- 2023 : 
  - Guillaume Bats, humoriste français (° 14 avril 1987).
  - Margit Carstensen, actrice allemande (° 29 février 1940).
  - David Jones, athlète de sprint britannique (° 11 mars 1940).
  - Grégor Marchand, archéologue français (° 20 janvier 1968).
  - Robert Rigot, sculpteur français (° 14 septembre 1929).
  - Reinhold Senn, lugeur autrichien (° 6 décembre 1936).
  - Cynthia Weil, compositrice américaine (° 18 septembre 1940).
- 2024 :
  - Antonio Ferraz, coureur cycliste espagnol (° 28 juin 1929).
  - Andrzej Kostenko, réalisateur, scénariste, directeur de la photographie et acteur polonais (° 24 juin 1936).
  - Ruth Maria Kubitschek, actrice germano-suisse (° 2 août 1931).
  - Philippe Leroy, acteur français (° 15 octobre 1930).
  - Tin Oo, général birman (° 11 mars 1927).
  - Arthur Tchilingarov, explorateur polaire et homme politique russe (° 25 septembre 1939).
  - Roman Verostko, artiste et professeur américain (° 12 septembre 1929).
- 2025 :
  - Fred Espenak, astrophysicien américain (° 1er août 1953).
  - Jonathan Joss, acteur américain (° 22 décembre 1965).
  - Aïché Seïtmouratova, historienne, militante des droits de l'homme soviétique puis américaine (° 11 février 1937).
  - Steve Wright, joueur de foot U.S américain (° 17 juillet 1942).

## Célébrations

### Internationales
- « Journée de l'enfance » également appelée « fête des enfants » dans plusieurs pays (dont Albanie, Angola, Arménie, Azerbaïdjan, Bulgarie, Chine, Équateur, France, Géorgie, Pologne, Portugal et ses anciennes colonies, Roumanie, Russie, Slovaquie, etc.).
- « Journée mondiale des parents » adoptée par la résolution A/RES/66/292 du 17 septembre 2012 de l'Assemblée générale des Nations unies[16].
- « Journée mondiale du lait » établie par la FAO depuis 2001[17].
- « Journée mondiale pour un tourisme responsable » exceptionnellement avancée au 1er juin en 2012[18].

- « Fête de l'arbre » déclinée elle aussi dans plusieurs pays,
  - au Bénin (Union africaine) : « journée nationale de l’arbre » ;
  - au Cambodge : National Tree Planting Day / « journée nationale de plantation d'arbre »)[19].

### Nationales
- Afrique du sud au moins (Union africaine) : début du calendrier xhosa traditionnel (mois grégoriens du calendrier xhosa (en)).
- Japon : Koromogae / « changement de garde-robe »[20].
- États-Unis :
  - Kentucky : « fête de l'État » commémorant son adhésion à l'Union des États-Unis en 1792[21].
  - Tennessee : « fête de l'État » commémorant son adhésion à l'Union des États-Unis en 1792[21].
- Kenya (Union africaine) : « fête de Madaraka (en) » commémorant l'adoption de règles internes annonçant l'indépendance de 1963.
- Malaisie : Sarawak / premier jour de Gawai Dayak une fête des peuples dayaks[22].
- Mongolie : « fête des mères et des enfants »[23].
- Palaos : « fête du président »[24].
- Samoa occidentales : fête nationale des Samoa occidentales.

### Saints des Églises chrétiennes

#### Saints catholiques et orthodoxes du jour
Référencés ci-après in fine, :
- Caprais de Lérins († 430 ou 433), higoumène (abbé) dans une des îles de Lérins au large de Cannes.
- Clair († 420), premier évêque d'Albi en Languedoc, martyr à Lectoure en Gascogne.
- Crescentien de Saldo († vers 287), soldat romain, martyr à Saldo près de Città di Castello en Ombrie sous Dioclétien.
- Firmos († entre 303 et 305), martyr mort par le glaive sous Maximien.
- Flour (Ier siècle ou IVe siècle), premier évêque de Lodève en Languedoc, apôtre de la Haute-Auvergne, patron de la ville et du diocèse de Saint-Flour.
- Fortunat de Spolète († 400), prêtre, philanthrope et thaumaturge près de Spolète en Ombrie.
- Ischyrion († vers 250), commandant militaire et cinq autres soldats, martyrs à Lycopolis en Égypte sur l’ordre du préfet Arianus.
- Jouin (IVe siècle), abbé.
- Justin de Naplouse († 166) - ou « Justin le Philosophe », martyr à Rome avec Chariton, Valérien et ses autres compagnons.
- Pamphile de Césarée († 309), martyr - fêté aussi le 16 novembre.
- Procule de Bologne († v. 300), martyr.
- Révérien († 273) - en latin Révénérius -, évêque d'Autun, décapité avec son ami Paul et dix autres de leurs compagnons.
- Ronan (VIe siècle ou IXe siècle ?) - ou « Renan » -, né en Irlande, moine puis évêque qui aurait traversé la Manche, débarqué à Molène puis serait allé installer un ermitage à Locronan de Léon.
- Syméon de Trèves († 1036), ermite.
- Théophile († 251),
  - avec Zénon et trois autres soldats romains : Ingène, Ammon et Ptolémée, avec lesquels ils auraient tenu tête(s) à un juge chargé de martyriser un chrétien.
- Thespésios de Cappadoce (IIIe siècle), martyr.
- Wistan († 849), martyr.

#### Saints et bienheureux catholiques du jour
référencés ci-après :
- Annibale Maria Di Francia († 1927), prêtre italien fondateur des Congrégations religieuses des Rogationistes et des Filles du Divin Zèle.
- Ferdinand Ayala († 1617), bienheureux, prêtre dominicain, avec ses compagnons le prêtre Alphonse Navarrete et le jésuite Léo Tanaka, tous trois martyrs au Japon à Nagasaki.
- Ignace de Onia († 1057) - ou « Eneco », « Ignico » ou en latin Ignacius -, originaire de la province de Bilbao, ermite puis abbé à Onia près de Burgos.
- Jean Pelingotto († 1304), bienheureux tertiaire franciscain italien.
- Jean-Baptiste Scalabrini († 1905), bienheureux évêque italien.
- Jean-Baptiste Vernoy de Montjournal († 1794), bienheureux prêtre français martyr.
- John Story († 1561), bienheureux laïc anglais martyr.
- Joseph Tuc († 1862), laïc vietnamien martyr.
- Thibaud d'Alba († 1150), bienheureux laïc italien.

#### Saints orthodoxes
aux dates parfois "juliennes" / orientales :
- Agapit l'Anargyre ( † 1095), saint moine et anargyre de la laure des Grottes de Kiev.
- Denys de Glouchitsa († 1437), ermite.

### Prénoms du jour
Bonne fête aux Justin, Justine  (et leurs variantes linguistiques).
Et aussi aux :
- Clair (voir les 11 et 12 août) ;
- Léo (10 novembre),
- Pamphile,
- Ronan, Rónán et sa variante Renan aussi bretonne ;
- aux Théophile et ses diminutif ou variantes : Théo et Théophyle ; leurs formes féminines : Théophila et Théophilia (20 décembre) ;
- aux Zénon et ses variantes : Zéno, Zénodora, Zénodore, Zénone, Zénonina, etc.

## Traditions et superstitions

### Dictons
- « À la saint-Fortuné, grande hannetonnée. »[27]
- « À la saint-Justin, soleil de juin luit de grand matin. »[28]
- « À saint-Justin, est à graines le plantain. »[29]
- « Pluie de saint-Révérien, belles avoines, maigre foin. »[30]
- « Soleil de saint-Justin, augure bel épi et bon pain. »[31]

### Astrologie
Signe du zodiaque : 11e jour du signe astrologique des Gémeaux.

## Toponymie
Les noms de plusieurs voies, places, sites ou édifices de pays ou régions francophones contiennent cette date sous des graphies diverses : voir Premier-Juin .